# Albert van Rickmersdorf
Albert van Rickmersdorf ook wel Albert van Helmstedt of Albert van Saksen (Latijn: Albertus de Saxonia en Albertutius; Rickmersdorf, ca. 1320 - Halberstadt, 8 juli 1390) was een Duits filosoof die vooral bekend is om zijn bijdragen aan de logica en de natuurkunde. Hij was in 1365 de eerste rector van de Universiteit van Wenen, en van 1366 tot aan zijn dood bisschop van Halberstadt.

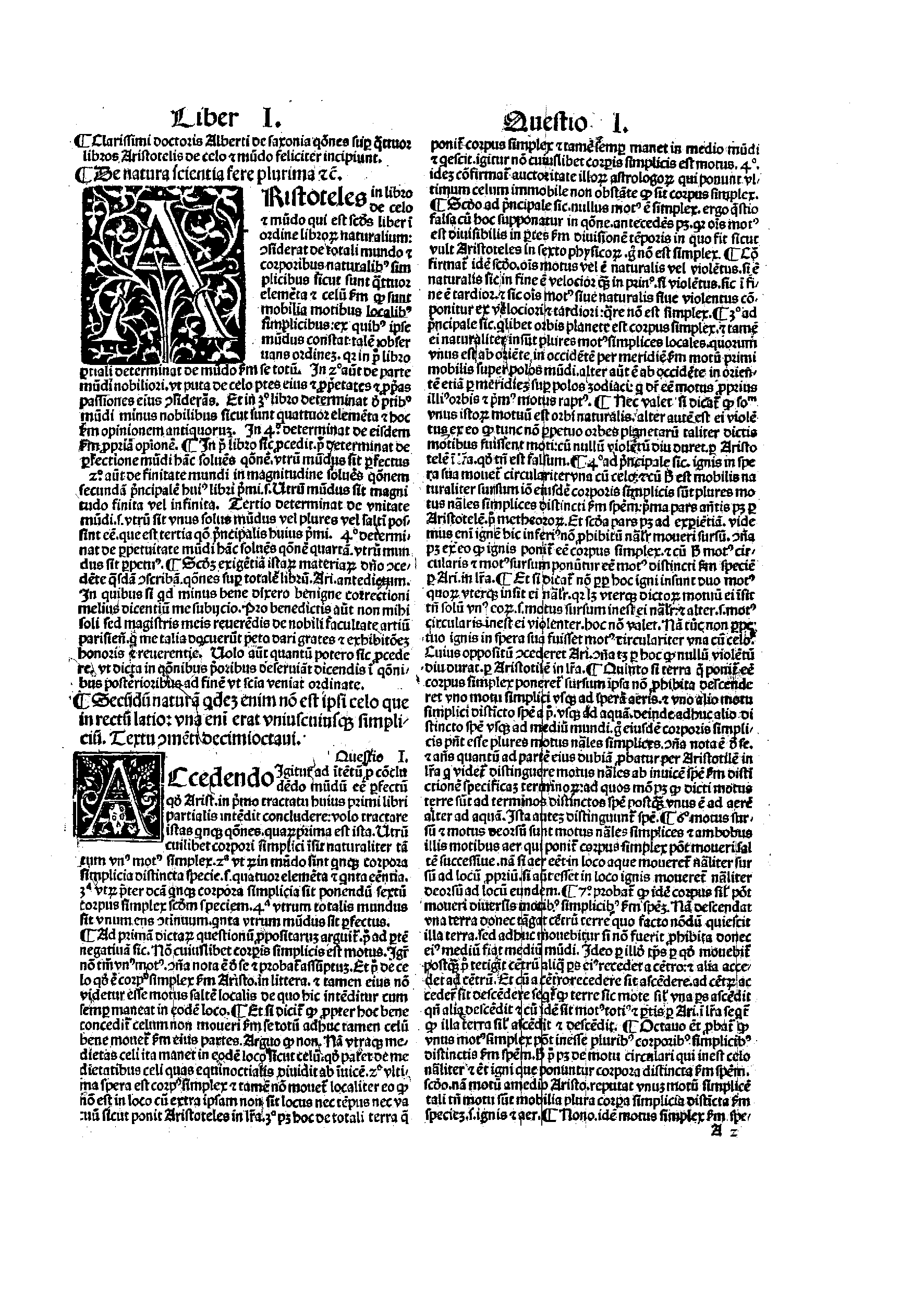
Questiones subtilissime in libros de caelo et mundo, 1492

## Leven
Albert werd rond 1320 (veel bronnen zeggen 1316) als Albrecht Rike, zoon van Bernhard Rike, een boer, in het dorp Rickmersdorf (tegenwoordig Rickensdorf) bij Helmstedt geboren. Over zijn jeugd is vrijwel niets bekend. De eerste biografische gegevens met jaartal betreffen het behalen van zijn mastergraad onder Albert van Bohemen aan de Universiteit van Parijs in 1351. Hoewel sommige bronnen beweren dat hij daarvoor aan de Karelsuniversiteit van Praag studeerde, is dat hoogst onwaarschijnlijk aangezien die universiteit pas in 1348 werd opgericht.
In Parijs ging hij na het behalen van zijn magister artium in 1351 zelf lesgeven. Hij deed dat tot 1362. In juni 1353 werd hij gekozen als rector van de faculteit, voor een periode van drie maanden. Tussen 1352 en 1362 was hij bij verschillende gelegenheden vertegenwoordiger van de Engelse natie. Na 1362 ging Albert als gezant van Rudolf IV van Oostenrijk naar het hof van paus Urbanus V in Avignon om daar te onderhandelen over de oprichting van de Universiteit van Wenen. De onderhandelingen waren succesvol, en in 1365 werd Albert de eerste rector van die Universiteit.
In 1366 werd Albert benoemd tot bisschop van Halberstadt (als Albert III). Halberstadt was het bisdom waarin Albert was geboren. Als bisschop van Halberstadt werkte hij samen met Magnus II van Brunswijk, hertog van Brunswijk-Wolfenbüttel, tegen Gebhard van Berg, de bisschop van Hildesheim. Albert werd in 1367 tijdens  de Slag om Dinckler gevangengenomen door Gebhard. 
Hij stierf in 1390 in Halberstadt.

## Filosofie
Albert was een leerling van Johannes Buridanus en werd zeer beïnvloed door de colleges van Buridanus over de natuurkunde en logica. Als een natuurlijke filosoof, werkte hij in de traditie van Buridanus en droeg hij bij aan de verspreiding van de Parijse natuurfilosofie in Italië en Midden-Europa. Alberts werk op het gebied van de logica  laat ook een sterke invloed van Willem van Ockham zien, wiens commentaren op de logica vetus (op Porphyrius en Aristoteles zijn Categoriae en De interpretatione) door Albert van Rickmersdorf het onderwerp werden gemaakt van een serie werken, genaamd Quaestiones.
- Bibsys: 90364517
- Biblioteca Nacional de España: XX890354
- Bibliothèque nationale de France: cb12180947d (data)
- Catàleg d'autoritats de noms i títols de Catalunya: 981058521808706706
- CiNii: DA08509974
- Gemeinsame Normdatei: 118878646
- International Standard Name Identifier: 0000 0001 0879 0965
- Library of Congress Control Number: n83033529
- Nationale Bibliotheek van Tsjechië: ola2002113818
- Nationale bibliotheek van Australië: 35524179
- Nationale Bibliotheek van Israël: 987007340775505171
- Nationale Bibliotheek van Polen: a0000002707010
- Nationale en Universitaire bibliotheek Zagreb: 000114007
- Nederlandse Thesaurus van Auteursnamen: 070858845
- Réseau des bibliothèques de Suisse occidentale: 02-A000005301
- Istituto Centrale per il Catalogo Unico: SBLV058570
- LIBRIS: 264328
- Système universitaire de documentation: 030384109
- Virtual International Authority File: 34144814495721288143
- WorldCat: E39PCjChwHK9KrqmQfYRt6VdXq